# Gabriel (roman)
Pour les articles homonymes, voir Gabriel.
Gabriel est un roman dialogué écrit par l'écrivaine française George Sand et publié en 1839. Son personnage principal est une jeune femme noble de l'Italie de la Renaissance qui a été élevée comme un homme pour des questions d'héritage.

## Résumé
L'intrigue se déroule en Italie, au château de Bramante, pendant la Renaissance. Gabriel de Bramante est un jeune homme de bonne famille élevé par son précepteur et par un vieux serviteur nommé Marc. Il jouit de tous les privilèges de sa condition : éducation, entrainement à l'usage des armes, chasse... Un jour, son grand-père, Jules de Bramante, revient en grand secret au château et lui fait une révélation qui le stupéfie : il est une femme. Le secret de son sexe biologique a été gardé à sa naissance et il a été élevé comme un homme, car le titre de Prince de Bramante ne peut revenir qu'à un homme. Or, Jules déteste son fils cadet, Octave, mais ce dernier a mis au monde un garçon, Astolphe, qui hériterait du titre le cas échéant. Dès lors, Gabriel va être confronté à l'hypocrisie de la société et entre en révolte contre la différence abyssale entre les droits accordés aux hommes et l'oppression réservée aux femmes.

## Personnages
- Le prince Jules de Bramante.
- Gabriel de Bramante, son petit-fils.
- Le Comte Astolphe de Bramante.
- Antonio (ami d'Astolphe)
- Menrique.
- Settimia, mère d'Astolphe.
- La Faustina, première maîtresse d'Astolphe.
- Perinne, revendeuse à la toilette.
- Le précepteur de Gabriel.
- Marc, vieux serviteur de la maison Bramante.
- Frère Côme, cordelier et confesseur de Settimia.
- Barbe, vieille demoiselle de compagnie de Settimia.
- Giglio.
- Un maître de taverne.
- Bandits, étudiants, sbires, jeunes gens et courtisanes.

## Histoire éditoriale
Une réédition illustrée du roman paraît dans les Œuvres illustrées de George Sand à Paris chez Hetzel qui paraissent entre 1852 et 1856, avec des gravures de Delaville d'après des illustrations de Maurice Sand. Gabriel figure à la toute fin du volume VII, paru en 1854.

## Analyse

### Genre du texte
Le texte est d'un genre ambigu : en effet, s'il est paru sous l'intitulé de roman dialogué, sa présentation est semblable à celle d'une pièce de théâtre romantique (comme le Théâtre dans un fauteuil, genre dont George Sand est la créatrice. Le terme va être repris par Alfred de Musset à qui on attribuera cette appellation), c'est-à-dire une pièce de théâtre mais que le détail des didascalies rendent irreprésentables. Il est d'ailleurs à noter qu'une représentation de Gabriel a été mise en scène par Marion Mirbeau dans une adaptation de celle-ci en 2001, une autre par Gilles Gleizes, dans une adaptation de celui-ci sous le titre Gabriel(le), en 2000 - 2002, une autre par Lise Kastenbaum, et une autre encore par Laurent Delvert, dans une adaptation de lui-même et d'Aurélien Hamard-Padis,    

### L'identité de Gabriel/Gabrielle
D'un point de vue du texte, les deux prénoms coexistent : Gabriel dans l'acte I et II, Gabrielle dans l'acte III et IV lorsque le personnage vit en femme chez son cousin Astolphe. Dans le dernier acte, le prénom masculin réapparaît en introduction de répliques mais le féminin continue d'être employé (on peut même trouver des scènes où certains personnages parlent de Gabriel au masculin et d'autres au féminin). Le terme transgenre étant très récent, désigner le personnage principal sous cette appellation pose un problème bien qu'un certain nombre de ses caractéristiques et problèmes soient rapprochables des transidentités[réf. nécessaire].

## Adaptation théâtrale
2001: Gabriel, adaptation de Marion Mirbeau.
2000 - 2002 : Gabriel(le), adaptation et mise en scène de Gilles Gleizes, à la Rose des Vents de Villeneuve d'Ascq, au Théâtre du Gymnase à Marseille, à l'Equinoxe de Châteauroux et au Théâtre 14,.
2021 - 2022: Gabriel(le), adaptation de Gilles Gleizes, mise en scène de Marian Waddington à Fontainebleau (Théâtre de l'Âne Vert, Théâtre municipal et Château Rosa Bonheur)
2022: Gabriel, adaptation de Laurent Delvert et Aurélien Hamard- Padis, mise en scène de Laurent Delvert, Théâtre du Vieux Colombier, Comédie-Française. 